# Santuario Ōarai Isosaki

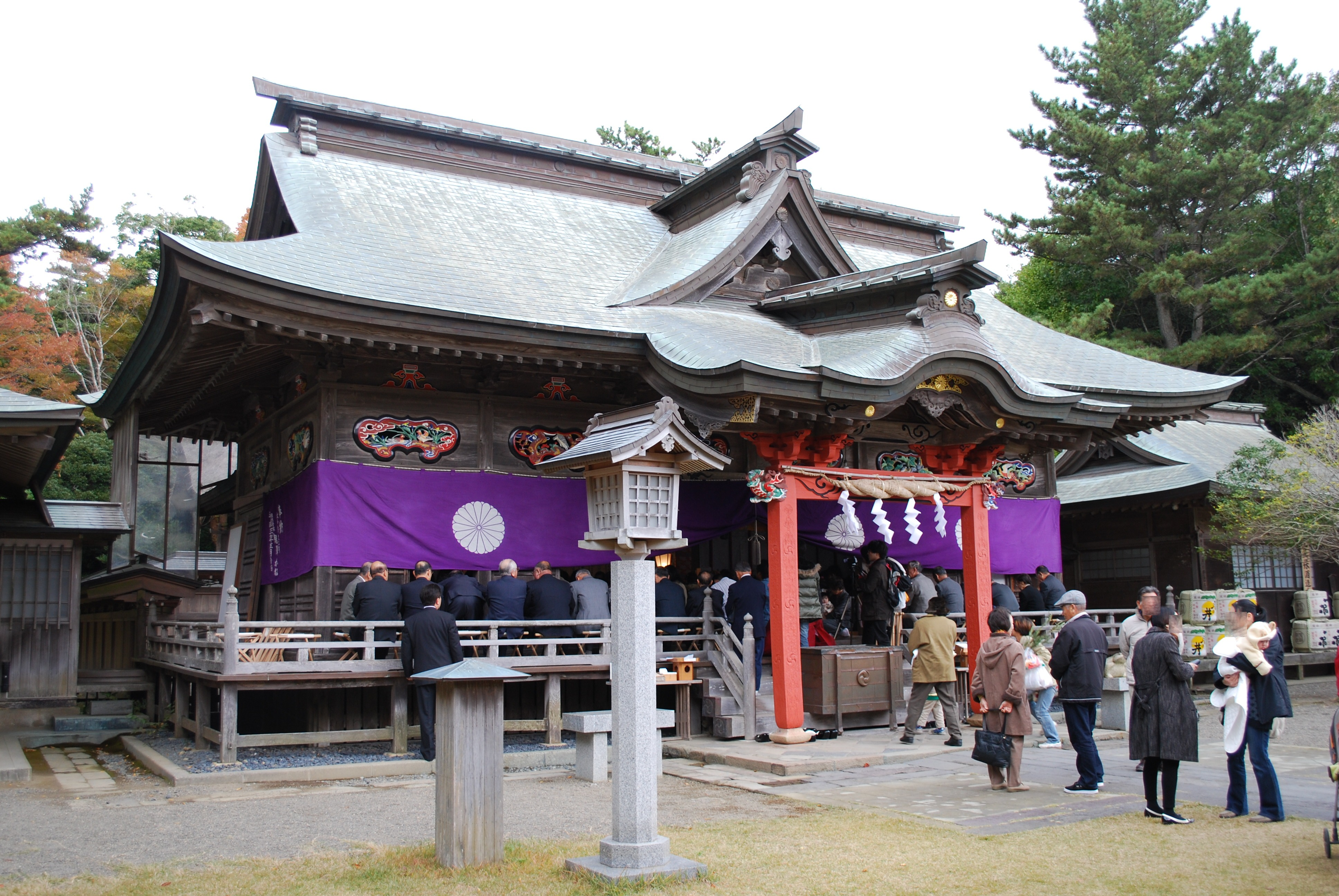
Salón de culto del Santuario Ōarai Isosaki.

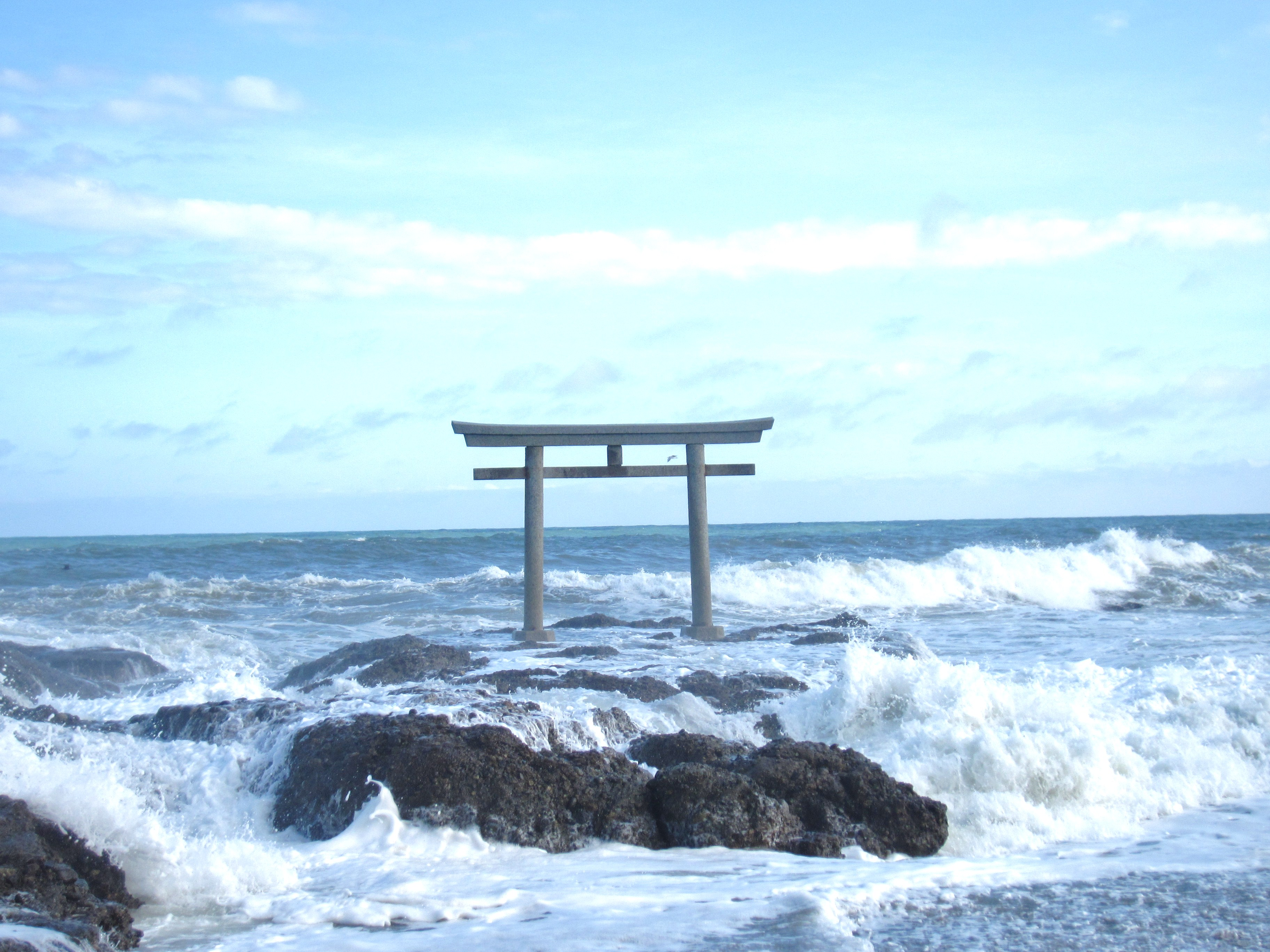
Puerta torii Kamiiso (神磯) del santuario Ōarai Isosaki.

El santuario Ōarai Isosaki  (大洗磯前神社 Ōarai Isosaki jinja?) corresponde a un lugar de culto sintoísta, ubicada en la ciudad de Ōarai de la Prefectura de Ibaraki, Japón.
Este santuario es conocido como uno de los lugares bellos de Japón para ver el amanecer, dado que existe una puerta Torii llamada Kamiiso sobre una roca que asoma al Océano Pacífico, y al amanecer el sol tiñe de un bello color rojo a este torii. También se puede ver el torii iluminado por la luz de la luna o al atardecer para disfrutar de iluminaciones diferentes. La puerta torii ubicada en un arrecife bañado por olas fue reconstruida por el daimyō Tokugawa Mitsukuni.

## Ubicación geográfica
El santuario Ōarai Isosaki se encuentra en la llanura de Kantō, al noreste de la Prefectura de Ibaraki, situado al lado del Océano Pacífico. 
Dirección: 〒311-1301, 6890 Isohama-chō, Ōarai-machi, Higashiibaraki-gun, Ibaraki-ken, Japan. 
Planos y vistas satelitales del santuario.36°18′57.07″N 140°35′14.81″E / 36.3158528, 140.5874472
Planos y vistas satelitales de la puerta torii Kamiiso (神磯).36°18′53.8″N 140°35′22.2″E / 36.314944, 140.589500

## Historia
El santuario histórico fue establecido en 856. 
El santuario fue destruido durante la guerra, de 1558 a 1570, pero fue reconstruida en 1690 por mecenas, incluido Tokugawa Mitsukuni. 
El santuario está designado como propiedad cultural por la Prefectura de Ibaraki.

## Deidad adorada
El santuario Ōarai Isosaki está consagrado a la deidad Ōnamuchi-no-Mikoto (大己貴命), conocido como un kami de la seguridad de la familia y los negocios prósperos.

## Características
El santuario tiene tres puertas torii en ubicaciones separadas.
El torii principal se levanta sobre un camino y es una enorme estructura de hormigón armado que tiene 15.60 m de altura y 22.42 m de ancho, subiendo escalones detrás de él se levanta un segundo Torii y al pasar este segundo  torii se ven  los edificios del santuario. Tanto el santuario principal como el santuario frontal son antiguos. El lugar tiene una gran vista al mar.
El tercer torii, Torii Kamiiso (神磯鳥居), ubicado en la costa, es interesante, debido a que la costa y el torii miran hacia el este, y el sol naciente visto desde el lugar tiene una atmósfera mística que fusiona belleza natural y religiosidad. 
Muchos turistas visitan el lugar para ver los torii, en lugar del salón de culto principal.

## Festival de Hassaku
El matsuri de Hassaku (八朔祭) tiene lugar el día 25 de agosto de cada año.

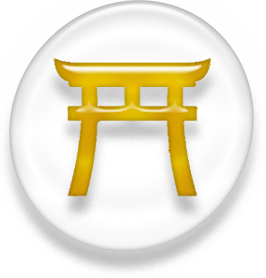
Símbolo del Sintoísmo